# كأس بلغاريا 2010–11
كأس بلغاريا 2010–11 (بالبلغارية: Купа на България по футбол 2010/11)‏ هو موسم من كأس بلغاريا. أشرف على تنظيمه اتحاد بلغاريا لكرة القدم، وفاز فيه سسكا صوفيا.